# Leptolalax tuberosus
Leptolalax tuberosus és una espècie d'amfibi que viu al Vietnam.
Està amenaçada d'extinció per la pèrdua del seu hàbitat natural.